# Eloísa Maturén
Eloísa Maturén Vallado (Caracas, 4 de febrero de 1980) es una exbailarina, periodista, actriz y empresaria cultural venezolana.

## Biografía
Inició sus estudios de danza académica en Caracas, en la Escuela Ballet-Arte, donde se graduó luego de 7 años de estudios. Inmediatamente pasó a formar parte del elenco de la compañía de ballet del Teatro Teresa Carreño, el Ballet Nacional de Caracas, bajo la dirección artística del maestro Vicente Nebrada.
Al mismo tiempo que desarrolló su carrera como bailarina, estudió Comunicación Social en la Universidad Central de Venezuela, graduándose con mención cum laude. Trabajó como  corresponsal del diario El Nacional y la revista dominical Todo en Domingo, también como locutora en el circuito Unión Radio.
Durante una temporada se mudó a Madrid y posteriormente a Londres, donde estudió danza contemporánea, teatro e inglés.
En 2008, incursionó en la dirección de producción al fundar Ciclorama Producciones Escénicas, una compañía dedicada a la producción de eventos de danza, teatro y cine en Venezuela y el exterior. Con esta compañía de producción, Maturén llevó adelante el Festival Viva Nebrada 2008, 2010 y 2013. 
Maturén estuvo a cargo de la producción ejecutiva de los documentales Dudamel: El sonido de los niños, del director Alberto Arvelo, y Don Armando, de Jonathan Reverón.
En 2012 se inició en el área de la actuación, al recibir una invitación de la directora venezolana Fina Torres para participar en la película Liz en Septiembre, donde compartió roles con Patricia Velásquez, Elba Escobar, Mimí Lazo, Sheila Monterola y Arlette Torres.

## Festival Viva Nebrada
En 2008, por iniciativa de Eloísa Maturén, se creó el Festival Viva Nebrada.
Este evento busca mantener vivo el legado coreográfico del Maestro Nebrada para las nuevas generaciones en Venezuela, así como impulsar y apoyar a los coreógrafos venezolanos, brindándoles una plataforma apropiada para el desarrollo de su creatividad.
Concebido como un evento multidisciplinario, tienen cabida las diferentes manifestaciones de la danza, con propuestas que se enfocan en llevar la danza a la calle.

### Primera edición
La primera edición del Festival Viva Nebrada se realizó entre el 28 de julio y el 1 de agosto de 2008. El evento, que fue organizado por Ciclorama Producciones Escénicas (Eloísa Maturén) y la Fundación Morella Muñoz (Gunilla Álvarez), culminó con dos funciones de Gala en el Aula Magna de la Universidad Central de Venezuela, contando con la participación de destacados bailarines venezolanos y extranjeros, la Orquesta Sinfónica Simón Bolívar dirigida por el Maestro Gustavo Dudamel.

### Segunda edición
La segunda edición del Festival se efectuó entre el 7 y el 25 de julio de 2010 y se tituló Vive la danza. La propuesta de esta edición fue más urbana, tomando los diferentes puntos de la ciudad de Caracas con varias agrupaciones de danza y con diferentes estilos, que iban desde el hip-hop pasando por el flamenco y hasta la danza contemporánea. Finalizó con dos galas de danza en el Teatro Teresa Carreño, donde participaron cuatro escuelas de danza de Venezuela con obras de cuatro coreógrafos, y la Orquesta Sinfónica de la Juventud Venezolana Simón Bolívar, dirigida por Gustavo Dudamel.

### Tercera edición
La tercera edición del Festival se realizó del 24 al 30 de junio de 2013. En esta edición, el Festival tomó el nombre de Festival Vive la Danza. Todos los espectáculos se realizaron en 5 plazas emblemáticas de la ciudad de Caracas durante 7 días, con coreografías inéditas de 27 coreógrafos que desarrollan su actividad en la capital.